# نرم‌پاشنگان
نرم‌پاشنگان (نام علمی: Litopterna) نام یک راسته از فرورده جفت‌داران است.